# Sexologia mèdica
La sexologia mèdica és un vessant de la medicina que s'ocupa del diagnòstic i tractament dels trastorns de la sexualitat humana des del punt de vista mèdic, que inclou també les vessants psicològica i social d'aquests. No és una especialitat mèdica reconeguda a Espanya. Hi ha estudis de postgrau, mestratges, universitaris per esdevenir-ne especialista.
Un metge o metgessa amb un mestratge en sexologia és un sexòleg o sexòloga respectivament.
La sexologia actual en general treballa en favor de la salut sexual humana, així com pel coneixement i l'aplicació arreu dels Drets sexuals.
Gran part d'especialitats mèdiques tenen relació amb la sexologia, però la sexologia mèdica treballa sobre el trastorn sexual amb una visió trandisciplinar, qüestió que en facilita l'abordatge, la planificació del tractament i la terapia pròpiament dita. Això no vol dir, però, que no calgui la interconsulta altres especialistes en algun cas concret.